# District d'Urho
Cette page contient des caractères spéciaux ou non latins. S’ils s’affichent mal (▯, ?, etc.), consultez la page d’aide Unicode.
Le district d'Urho (乌尔禾区 ; pinyin : Wū'ěrhé Qū ; ouïghour : ئورقۇ رايونى / Orku Rayoni) est une subdivision administrative de la région autonome du Xinjiang. Il est placé sous la juridiction administrative de la ville-préfecture de Karamay. Lors du recensement de 2002 sa population était d'environ 10 000 habitants.
La « ville-fantôme » ou « château-fantôme » d'Urho est une vaste zone de 30 km2 où le vent a érodé les collines en leur donnant l'apparence de toutes sortes de constructions - pagodes, temples, pyramides - ou d'animaux, et où, par grand vent, on peut entendre des sons impressionnants.